# إضراب (بلاغة)
إن الإضراب هو صورة بلاغية يُلغى فيه تعبير ويُحل غيره محله لأنه أدق منه أو أبلغ أو أصح. مثل قولنا: الآلاف، لا الملايين! هو مثال عليه. يعد الإضراب تصحيحًا ذاتيًا فوريًا ومؤكدًا غالبًا ما يتبع منزلق فرويد (إما عرضية أو متعمدة). ومن الأمثلة عليه من القرآن الكريم: ﴿بَلْ قَالُوا أَضْغَاثُ أَحْلَامٍ بَلِ افْتَرَاهُ بَلْ هُوَ شَاعِرٌ فَلْيَأْتِنَا بِآيَةٍ كَمَا أُرْسِلَ الْأَوَّلُونَ ۝٥﴾ [الأنبياء:5]